# Orígens del judaisme
Els orígens del judaisme es remunten a l'edat del bronze en les antigues religions semites, específicament la religió canaanita, que era un sincretisme amb elements de la religió babilònica i l'adoració a la deïtat canaanita de Jahvè (Yaweh) reflectida en els primers llibres profètics de la Bíblia hebrea. Durant la captivitat a Babilònia ocorreguda en els segles VI i V aC, certs cercles dins del judaisme exiliat a Babilònia van redefinir idees preexistents sobre el monoteisme, el poble escollit, la llei divina i el pacte bíblic dins una teologia que als segles següents va esdevenir la dominant al Regne de Judà.
Des del segle v aC fins a l'any 70 de la nostra era, la religió israelita va esdevenir les diverses escoles teològiques del Segon Temple del Judaisme, a més de judaisme hel·lenístic en la diàspora. El text de la Bíblia hebrea va ser redactat en la seva forma existent en aquest període i, possiblement, també canonitzat així. El judaisme rabínic es va desenvolupar durant Antiguitat tardana, al llarg dels segles iii a VI de la nostra era; el text masorètic de la Bíblia hebrea (l'addició de vocals al text que només presentava consonants) i el Talmud van ser compilats en aquest període. Els manuscrits més antics de la tradició bíblica masorètica però provenen dels segles x i xi; en la forma del Còdex d'Alep de les parts posteriors del segle x i el Còdex de Leningrad data de l'any 1008 o del 1009. Pel que fa a les obres rabíniques, en gran part a causa de la censura i la crema dels manuscrits de l'Europa medieval, els manuscrits més antics de l'existència de diverses obres rabíniques són bastant tardans. Per exemple està datat de l'any 1342 l'exemplar manuscrit complet més antic del Talmud babilònic.
La història central de la nació israelita es troba en l'èxode dels israelites des d'Egipte guiats per Moisès, seguida de la conquesta de la Terra Promesa (Canaan). Tanmateix hi ha cap o poca evidència arqueològica o històrica que recolzi aquests relats i encara que pot ser que en part ocorreguessin al segle x aC, no van adoptar la forma present (segons la hipòtesi de Wellhausen) fins als segles V o IV aC.
Segons la Bíblia hebrea, Jerusalem era una fortalesa jebusita conquerida pels israelites que en van fer la seva capital al voltant de l'any 1000 aC. Edwin R. Thiele data la conquesta de Jerusalem per part del rei David l'any 1003 aC. Com al resultat, el culte jebusita exercí una considerable influència sobre la religió israelita.